# 張宇廷
張宇廷（英語：Eric Chang，《模范棒棒堂》綽號ABC，1990年4月25日—），出生和成長於美國，是一個美國出生華人（American-born Chinese）。曾加入過第三屆《超級星光大道》，直到二十強被淘汰為止；曾是Channel V著名明星養成節目《模范棒棒堂》成員，但因未能入選「模范三軍」（暫稱），故在2009年2月15日於第二屆「畢業」。

## 個人經歷及演藝歷程
小時候，在父母的栽培下，他先學鋼琴，後再學拉小提琴長達八年，他從小就愛唱歌，還會將喜歡唱的中文歌歌詞及歌譜集結成冊；因為看不太懂中文，所以每段歌詞還有羅馬拼音，幫助認字。
張宇廷曾經加入過第三屆《超級星光大道》，直到二十強被淘汰為止；之後他以自薦的方式成功加入第二屆的《模范棒棒堂》。在以唱歌為主題的《超級星光大道》的張宇廷，在淘汰前被節目評審張宇指歌聲好聽卻未能把歌詞所表達的在歌聲中表達出來，但後來到《模范棒棒堂》時有一點進步，歌手范逸臣表示對他的歌聲感到十分滿意。而資深歌手林志炫也指他有不錯的歌喉，但咬字及誠懇度卻還有改善和增強的空間；而憑張宇廷的的認真態度，相信他可以在《模范棒棒堂》待一段時間。另外，他也正在學習跳舞。
雖然他因此而能操流利英文，但也因此而不太懂得看中文字，例如在《模范棒棒堂》中如果要看「大字報」上的歌詞而唱歌，就要把中文歌詞全部變成英文拼音才看得明白；另外，他私人的歌詞簿裡面的中文歌的歌詞也全都翻譯成英文拼音。
值得一提的是，張宇廷與第一屆《模范棒棒堂》底迪（節目成員）何杰（多多）是好朋友，在兩人的無名相簿中都能找到有對方的照片；而他跟呱呱應該也是認識的。另外他本人也常來往於香港或美國與台灣之間，甚至有來自香港的網友表示曾在香港銅鑼灣遇見張宇廷。

## 家庭狀況
有一對父母及一個弟弟於美國的家，他的爸爸是計算機工程師，母親則是位鋼琴老師，而自己就獨立在台灣生活。現已回美國繼續升學。

## 超級星光大道第三屆比賽成績

### 比賽曲目
| 集數 | 比賽主題                    | 曲目                 | 原唱   | 分數 | 備註                   |
| ---- | --------------------------- | -------------------- | ------ | ---- | ---------------------- |
| 7    | 沉著：海外選手資格賽 Part Ⅱ | 《原來》             | 林俊傑 | 16   | 過關                   |
| 8    | 堅持：海外選手資格賽 Part Ⅲ | 《害怕》             | 林俊傑 | 17   | 過關                   |
| 9    | 溫故·知新：我的出生年代歌曲 | 《你怎麼捨得我難過》 | 黃品源 | 15   | 失敗                   |
| 10   | 破繭而出：我的主打歌        | 《So Sick》          | 尼歐   | 11   | 失敗、淘汰，名次為20名 |

## 參與節目
- 中天娛樂台
  - 第三屆《超級星光大道》（2008年）
- Channel V（台灣）
  - 第二屆《模范棒棒堂》（2008年9月1日－2009年2月27日）底迪（節目成員）

## 外部連結
- Eric Chang 張宇廷的Facebook專頁
- 張宇廷個人無名相簿及部落格 （页面存档备份，存于）